# 土田一徳
土田 一徳（つちだ かずのり、1969年6月28日 - ） は、日本の男性アイドルグループ・男闘呼組の元メンバーで元俳優。1980年代にジャニーズ事務所に所属し、音楽活動・テレビドラマなどに出演した。
長野県生まれ。北海道川上郡弟子屈町（川湯）を経て東京都杉並区永福育ち。弟が2人。明治大学付属中野高等学校定時制中退、東海大学付属望星高等学校通信制卒業。

## ジャニーズ時代の参加ユニット
- 男闘呼組（キーボード担当）

## 来歴
- 1985年3月、事務所に入所してすぐに男闘呼組の結成メンバーとなり、キーボードを担当。ドラマ中心の活動が多忙となり男闘呼組から離れる。同年4月からはテレビ朝日の『欽ちゃんのどこまでやるの!?』にも出演した。その後、1985年12月からのTBSドラマ『毎度おさわがせします2』への出演が決定。以後は、俳優業を専門に活動した。
- 1987年後半にジャニーズ事務所を退所後、約1年間のブランクを経て、1988年後半に新たな芸能事務所に所属。約2年に渡り俳優活動を再開したが、1990年後半、出演していたTBSドラマ『スクール・ウォーズ2』の撮了すると同時に芸能界を引退した。
- 2000年代に入り、劇団「はなまる大作戦」に参加。また、アメブロでブログも開設した(現在は閉鎖)。このブログで土田姓から坂井姓に改名した理由を明かしている。2009年からは横浜開港150周年記念テーマイベント「開国・開港Y150／開国博Y150」に連動するかたちで芸能プロダクション「株式会社i-Factory」を設立、自ら所属タレントのマネージメントをするなどしたが、2013年初頭にブログとプロダクションのウェブサイトを閉鎖した。
- 2023年6月22日発売の『週刊文春』6月29日号に、ジャニーズ事務所在籍時にジャニー喜多川から受けた虐待行為（ジャニー喜多川性加害問題を参照）を告白した記事が掲載された[1][2]。
- 2023年9月、不整脈による心肺停止で集中治療室入院加療中との代理人の報告があった[3]。懸命な治療により現在は退院し快方に向かっている。
- 2024年1月31日、自身のXを更新し故ジャニー喜多川元社長による性加害をめぐり、SMILE－UP.から提示された補償案に合意したと報告した[4]。

## 人物
- 血液型・A型
- 本人談によると、ダンスは苦手とのこと。
- 特技：ピアノ - ショパン「ポロネーズ」、ベートーヴェン「悲愴」「月光」「熱情」
- 競馬が趣味。愛する馬は、「タニノムーティエ」と「キーストン」
- ペットとしてチワワを4匹、20代後半から30代にかけて飼ってた。名前はピー・プー・ポー・パー。
- ハンバーグ（挽肉を練る時）にはオレンジジュースを入れる
- 初めて買った車はインテグラ

## 出演作品（ジャニーズ事務所時代）

### テレビドラマ
連続ドラマ
- 毎度おさわがせします2（1985年12月 - 1986年3月、TBS） - 秋野浩平 役 ※ドラマデビュー作
- 夏・体験物語2（1986年7月 - 10月、TBS） - 木戸直也 役
- 愛伝説（1987年4月6日 - 7月3日、フジテレビ） - 黒川章（少年時代） 役

単発ドラマ
- 月曜ドラマランド『ナイン』（1987年1月5日、フジテレビ）

### バラエティ番組
- 欽ちゃんのどこまでやるの!?（1985年4月、テレビ朝日） - 男闘呼組のメンバーとして出演（ピアノ担当）

## 出演作品（ジャニーズ事務所退所後）

### テレビドラマ
連続ドラマ
- 湘南物語 マイウェイマイラブ（1989年、日本テレビ） - ゲスト出演
- スクール・ウォーズ2 （1990年9月4日 - 1991年1月8日、TBS） - 藤沢保 役

単発ドラマ
- 火曜ミステリー劇場「東京下町商店街の殺人 女親分は名探偵」（1990年5月29日、テレビ朝日）

### 映画
- 童貞物語4 僕もスキーに連れてって（1989年） - 平井慎也 役

### ビデオ
- SUPER DELUXE ビデオ・マガジン『VINBO VOL.25 〜星に願いを〜』 Episode 1『ジャパニーズ・ドリーム』（1990年、フジテレビ映像企画部）※『VINBO』とは、全国のローソンで販売されたフジテレビ系のアイドルビデオシリーズ。本作では五十嵐いづみ、中村由真、渡浩行と共演
- ソニーハイビジョンドラマ 『モンスーン』（1990年）

### 舞台
- YU-GEN乱舞 〜建武に懸けた情熱〜（2007年8月23日 - 27日、劇団『はなまる大作戦』リニューアル旗揚げ公演、大塚・萬劇場）

### 参加作品
- アルバム『きまぐれオレンジ☆ロード もぎたてスペシャル』（1989年12月20日、東芝EMI・ユーメックス） - 劇場作品のサウンドトラック。土田は11曲目『ギリギリLOVE』を歌唱。2004年7月22日に復刻。
- きまぐれオレンジ☆ロード/Singing Heart2〜SWEET Memories（1993年9月17日、EMIミュージック・ジャパン） -  『ギリギリLOVE』収録